# Plärrer (Augsburg)

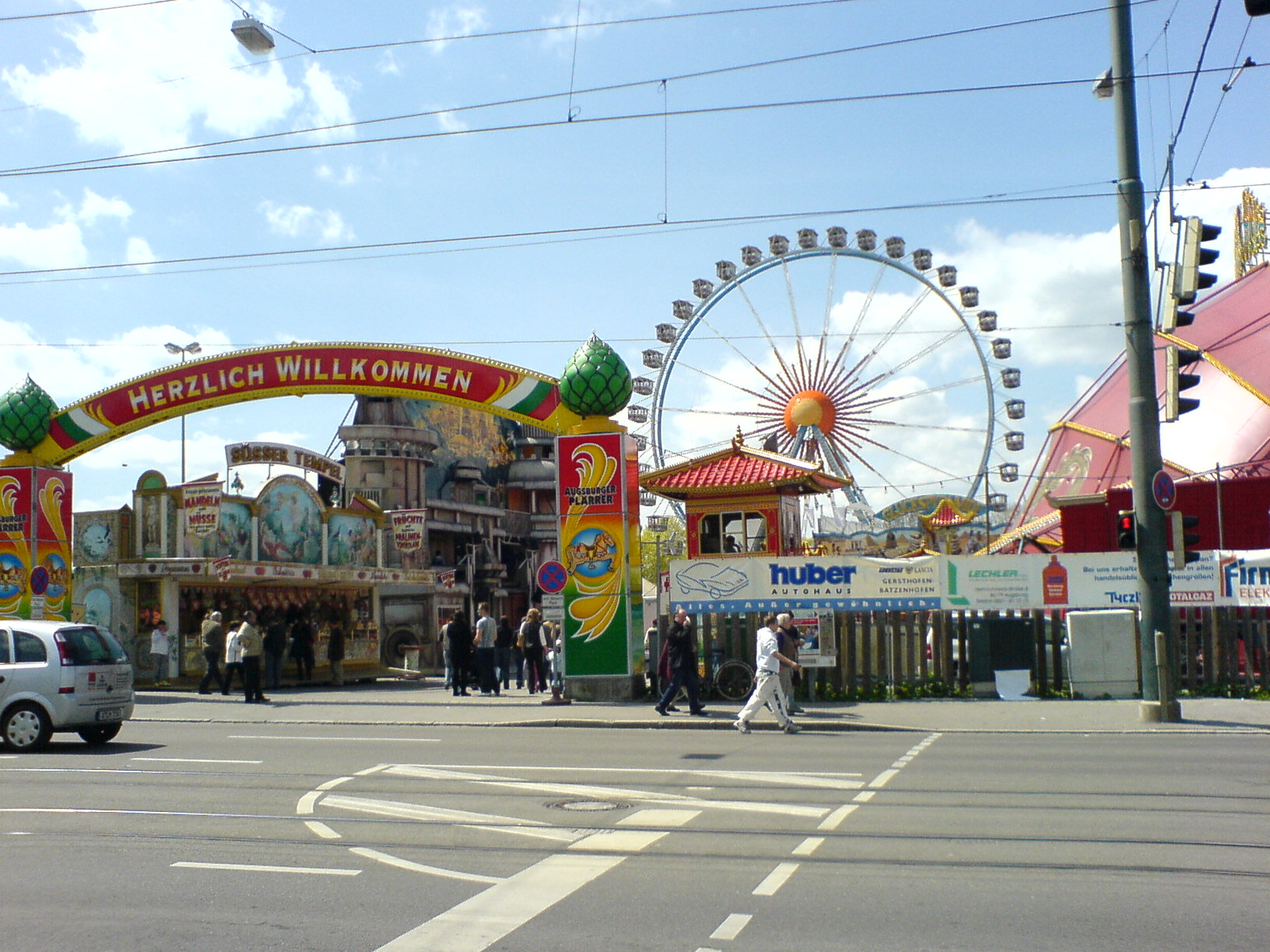
Osterplärrer 2006

Der Augsburger Plärrer ist mit etwa 1,2 Millionen Besuchern pro Jahr das größte Volksfest in Bayerisch-Schwaben. Er findet zweimal im Jahr statt: Im Frühjahr (beginnend am Ostersonntag) und im Spätsommer (Ende August/Anfang September) und dauert jeweils ca. zwei Wochen. Der Plärrer wird auf dem Kleinen Exerzierplatz bei den städtischen Freibädern aufgebaut. Die Schausteller kommen dazu hauptsächlich aus Süddeutschland. Zeitgleich findet im Frühjahr auch die Augsburger Dult zwischen Jakobertor und Vogeltor statt.

## Geschichte
Jahrmärkte mit Volksbelustigung gibt es in Augsburg schon mehr als tausend Jahre. So berichtete beispielsweise der Stadtpfleger und Chronist Paul von Stetten von einer Michaelidult aus dem Jahre 967. Über viele Jahrhunderte hinweg befanden sich die Jahrmarktstände auf dem größten zentralen Platz der Stadt, dem Weinmarkt, der ein Teil der heutigen Maximilianstraße ist. Oftmals wurde dort auch allerhand Kurioses gezeigt. So trat 1633 ein Haarmensch vor die Zuschauer und 1748 konnte ein Nashorn bestaunt werden.
Später feierte man auch außerhalb der Stadtmauern. Dazu zählt beispielsweise ein Fest, das anlässlich des Besuchs von König Ludwig I. und Königin Therese am 29. August 1829 auf dem Großen Exerzierplatz im Westen der Stadt veranstaltet wurde. Neben der Huldigung des Herrscherpaares gab es dort auch Unterhaltung und Spiele zu bestaunen. Auf dem Kleinen Exerzierplatz, also dem heutigen Plärrergelände, fanden Mitte des 19. Jahrhunderts zudem regelmäßig Feste statt mit Bier-, Kaffeeschank-, Käse-, Wurst- und Bäckerbuden zahlreicher innerstädtischer Gastwirte, Cafétiers und weiteren Nahrungsmittelversorger.
Als der Lärm und die Verkehrsprobleme in der Maximilianstraße überhandnahmen, entschied die Stadt 1878, den Jahrmarkt aufzuteilen. Alle Schau- und Unterhaltungsgeschäfte sowie die Schießbuden mussten zum Kleinen Exerzierplatz umziehen. Aus dieser Zeit stammt auch der seit 1976 offiziell verwendete Name „Plärrer“, welcher von dem  „Geplärre“ der Besucher abgeleitet wurde. Die Schausteller waren von der Verlagerung allerdings wenig begeistert. So fürchteten sie, dass die Geschäfte außerhalb der Innenstadt schlechter laufen würden. Besser erging es dagegen den Verkaufsständen. Sie durften zunächst am angestammten Platz in der Maximilianstraße bleiben. Mit Inbetriebnahme der Pferdebahn ging jedoch auch ihre Zeit dort zu Ende. 1883 verlagerte man zuerst die Michaelidult und 1885 auch die Georgidult in die Jakobervorstadt.
Bertolt Brecht, geboren in Augsburg, hat das Volksfest um 1917 im Gedicht Plärrerlied gewürdigt. 1927 wurde zum ersten Mal nach dem Ersten Weltkrieg wieder Alkohol in Form von Heidelbeerwein ausgeschenkt. Zum Osterplärrer 2013 wurde erstmals, wegen anhaltender Kälte, Glühwein verkauft.

## Festplatz
Das größtenteils umzäunte Gelände des Kleinen Exerzierplatzes wird in der Region, außer bei offiziellen Adressangaben, ebenfalls nur als Plärrer bezeichnet. Es dient außerhalb der Volksfeste meist als kostenloser Parkplatz oder für andere Veranstaltungen. Weiterhin gastieren dort regelmäßig Wanderzirkusse.

### Festzelte
Die ersten Bierzelte wurden 1930 aufgestellt. Die beiden großen, stationären Festzelte „Binswanger“ und „Schaller“ werden gelegentlich für politische und Wahlkampfveranstaltungen genutzt. 
- Festzelt Binswanger (Hasen-Bräu)
- Festzelt Schaller (Thorbräu)

### Bierpreise
2007 lagen die Preise für eine Maß Bier zwischen 5,80 und 6,20 Euro, im Jahr 2008 wurde einheitlich 6,40 Euro verlangt. 2010 wurde der Maßpreis auf 6,70 Euro erhöht. 2011 kostete die Maß zwischen 6,70 und 6,90 Euro. 2012 kostete die Maß zwischen 7,20 und 7,50 Euro. Im Jahr 2013 lag der Maßpreis zwischen 8,10 und 8,40 Euro. Im Jahr 2015 lag der Maßpreis Festbier bei 8,40 Euro und das dunkle Bier bei 8,70 Euro. Im Jahr 2017 lag der Preis für die Maß Festbier einheitlich bei 8,80 Euro. 2022 lag der Preis einer Maß Bier bei 10,50 Euro.

## Feuerwerk
Im Jahr 1963 stand zum ersten Mal ein Feuerwerk auf dem Plärrer-Programm. Mittlerweile findet das Feuerwerk stets an allen Freitagen des Plärrers statt. Das sind beim Osterplärrer zwei Freitage mit Feuerwerk, da dieser an Karfreitag noch nicht geöffnet ist, und beim Herbstplärrer drei Freitage mit Feuerwerk.